# ویشنگووا (استان لهستان کوچک‌تر)
ویشنگووا (به لاتین: Wiśniowa) یک روستا در لهستان است که در گمینا ویشنگووا (استان لهستان کوچک‌تر) واقع شده‌است. ویشنگووا ۱٬۹۰۰ نفر جمعیت دارد.